# Savage-Guilford (Maryland)
Savage-Guilford es un lugar designado por el censo ubicado en el condado de Howard en el estado estadounidense de Maryland. En el año 2010 tenía una población de 7054 habitantes y una densidad poblacional de 546,82 personas por km².

## Geografía
Savage-Guilford se encuentra ubicado en las coordenadas 39°8′37″N 76°49′29″O / 39.14361, -76.82472.

## Demografía
Según la Oficina del Censo en 2000 los ingresos medios por hogar en la localidad eran de $64.983 y los ingresos medios por familia eran $70.917. Los hombres tenían unos ingresos medios de $45.457 frente a los $39.777 para las mujeres. La renta per cápita para la localidad era de $25.798. Alrededor del 4,9% de la población estaba por debajo del umbral de pobreza.